# Île de Barbana
L'île de Barbana est une île située à l'extrémité orientale de la lagune de Grado, en mer Adriatique, à proximité de Grado dans la province de Gorizia, région autonome du Frioul-Vénétie Julienne, en Italie. Elle abrite un ancien sanctuaire marial.

## Description
S'étendant sur environ trois hectares et à environ cinq kilomètres de Grado, l'île de Barbana est habitée en permanence par une communauté de moines bénédictins. Son nom dérive probablement de Barbano, un ermite du VIe siècle qui habitait le lieu et qui rassembla autour de lui une communauté de moines. Les origines de l'île sont relativement récentes : la lagune de Grado s'est formée entre le Ve et le VIe siècle sur une zone précédemment occupée par la terre ferme. Le lieu abritait, à l'époque romaine, un temple d'Apollon Belenos et, probablement, la zone de quarantaine du port voisin d'Aquilée.
Un petit bois s'étend sur le versant ouest de l'île qui couvre plus de la moitié de sa surface : les essences les plus communes sont le micocoulier, les pins maritimes, les magnolias, les cyprès, les ormes. L'île est reliée à Grado par un service régulier de ferry, au départ du Canale della Schiusa (le trajet dure environ 20 minutes) et est également équipée d'un petit port. Elle peut également être atteinte par des moyens privés.

## Sanctuaire

### Histoire

#### Origines

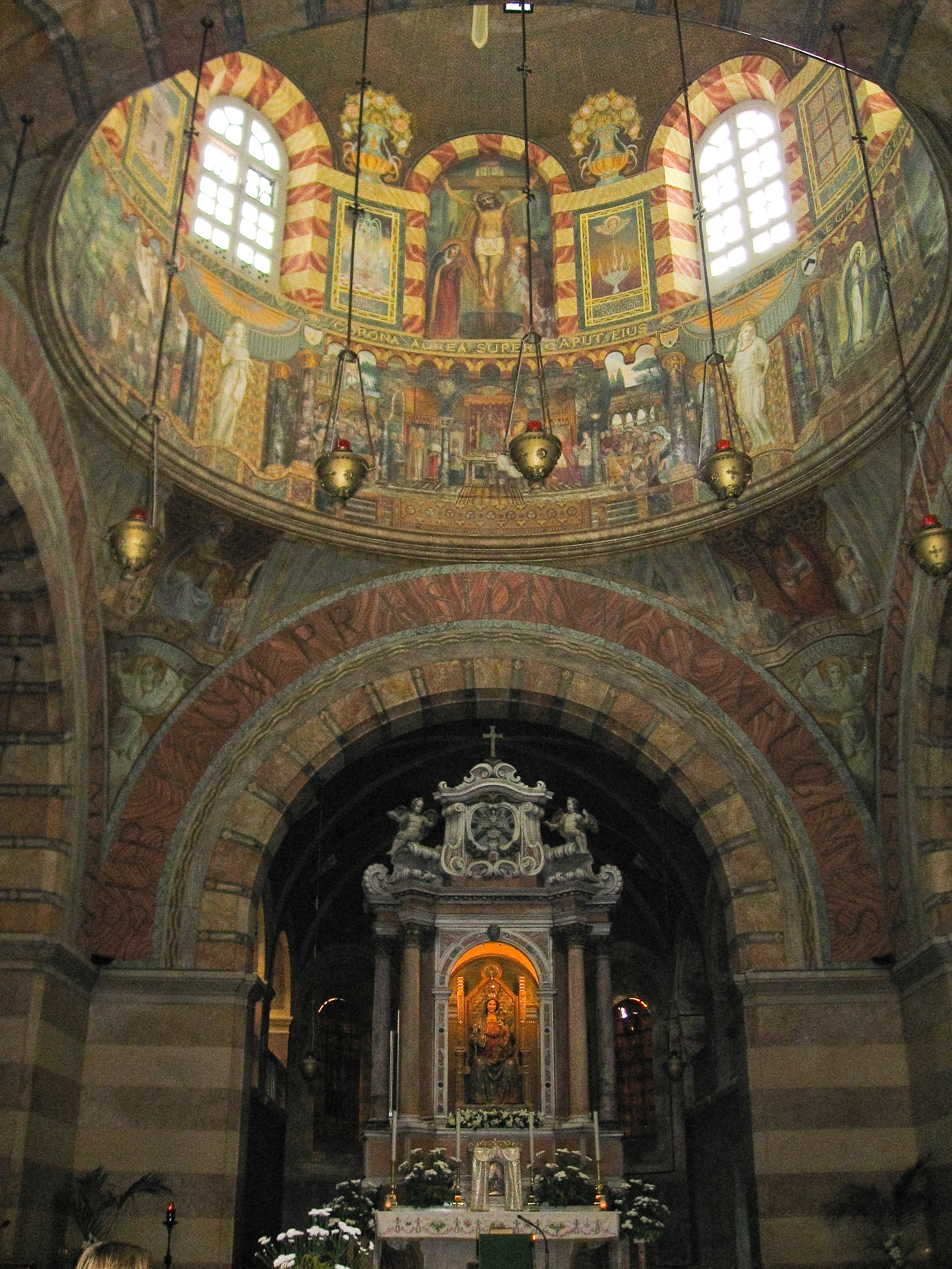
Intérieur du sanctuaire de la Vierge de Barbana.

Selon la tradition, le sanctuaire de la Vierge de Barbana (Madonna di Barbana) remonte à l'an 582, lorsqu'une violente tempête menace la ville de Grado : l'événement météorologique exceptionnel, qui à l'époque suscite un grand étonnement et une grande inquiétude, fait probablement partie de la genèse de la lagune actuelle. A la fin de la tempête, une représentation de la Vierge, emportée par les eaux, est retrouvée au pied d'un orme (ou, selon une autre tradition, sur ses branches), près des huttes de deux ermites originaires de Trévise, Barbano et Tarillesso,. L'endroit est alors relativement éloigné du littoral et le patriarche de Grado Elia (571-588), pour remercier la Vierge d'avoir sauvé la ville de la tempête, fait construire une première église.
Une première communauté de moines, les « barbaniti », se forme autour de Barbana, qui administre le sanctuaire pendant les quatre siècles suivants. Pendant ce temps, la mer continue sa progression : en 734, d'après un document du pape Grégoire III, Barbana est déjà une île. L'église a probablement été reconstruite plusieurs fois et la représentation de la Vierge, on ne sait pas s'il s'agit d'une statue ou d'une icône, a été perdue.
Vers l'an mil, les Bénédictins prennent la relève des « barbaniti ». La peste qui frappe Grado en 1237 et le début du pèlerinage annuel de la ville à Barbana datent de cette période.

#### De 1400 à aujourd'hui

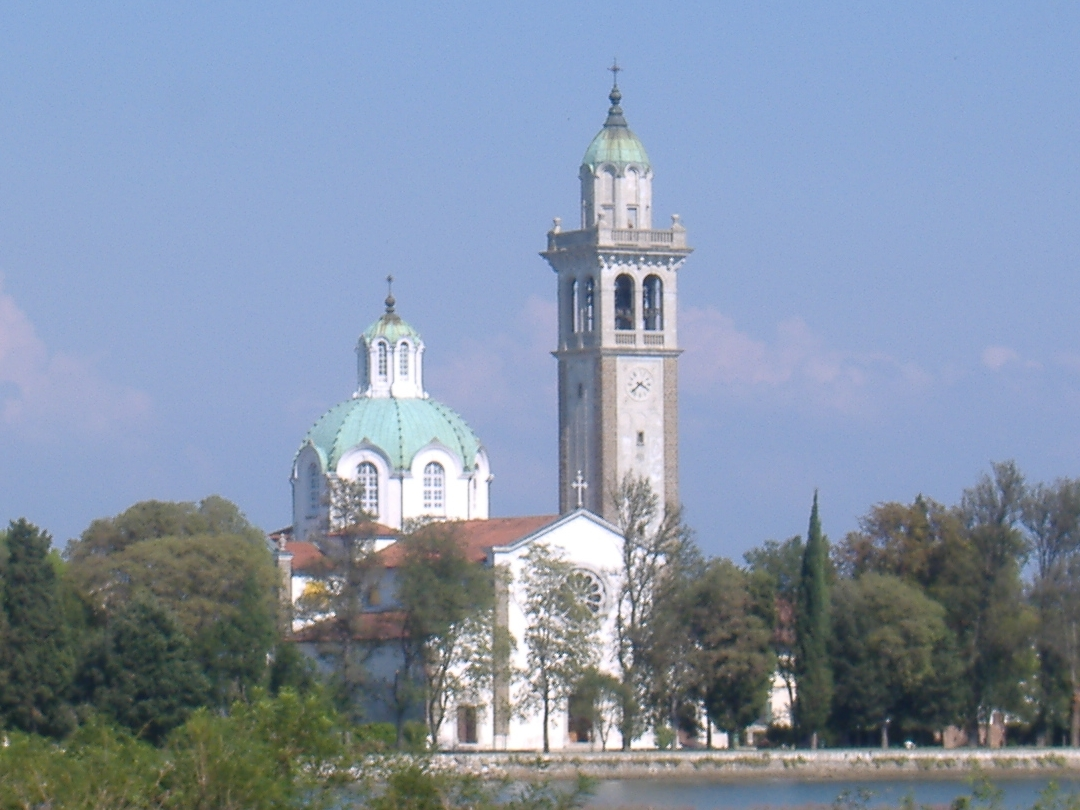
Sanctuaire actuel.

Depuis 1450, la présence de frères mineurs conventuels est documentée, qui remplacent les bénédictins, d'abord de manière provisoire puis, à partir de 1619, de manière définitive. Les Franciscains, qui édifient une nouvelle église à trois nefs en 1738, restent sur l'île jusqu'en 1769, date à laquelle la république de Venise supprime le monastère. Malgré cette disposition, les liens de Venise avec le sanctuaire sont toujours forts, comme en témoignent les legs testamentaires des doges comme Pietro Ziani en 1228, et l'existence, dans le passé, d'une confrérie spéciale de gondoliers, la « Fratellanza della Beata Vergine di Barbana » (« Confrérie de la Sainte Vierge de Barbana »).
Le bas-relief du maître-autel de l'église de Barbana représente, sans surprise, une gondole dans la lagune. Après le départ des frères, le sanctuaire est confié aux prêtres diocésains pendant plus de 130 ans, d'abord d'Udine (1769-1818), puis de Gorizia (1818-1901). Un rôle particulièrement important est joué par Don Leonardo Stagni, qui est responsable de la construction de la digue (1851), de la chapelle actuelle dans le bois à l'endroit où la représentation de la Vierge a été trouvée (1854) et la couronnement de la Vierge de Barbana (1863).
En 1901, le sanctuaire est confié aux frères mineurs franciscains de la province dalmate qui construisent un nouveau couvent, s'occupent de certains travaux d'assainissement et commencent la construction de l'église actuelle. En 1924, les frontières politiques changent, leurs confrères franciscains de la province vénitienne prennent la suite, assurant la construction de la maison de retraite « Domus Mariae » (1959), de la maison des pèlerins (1980) et de la chapelle de la réconciliation (1989).
Depuis 2020, le sanctuaire est confié à une congrégation bénédictine de fondation brésilienne.

### Édifices religieux

#### Église

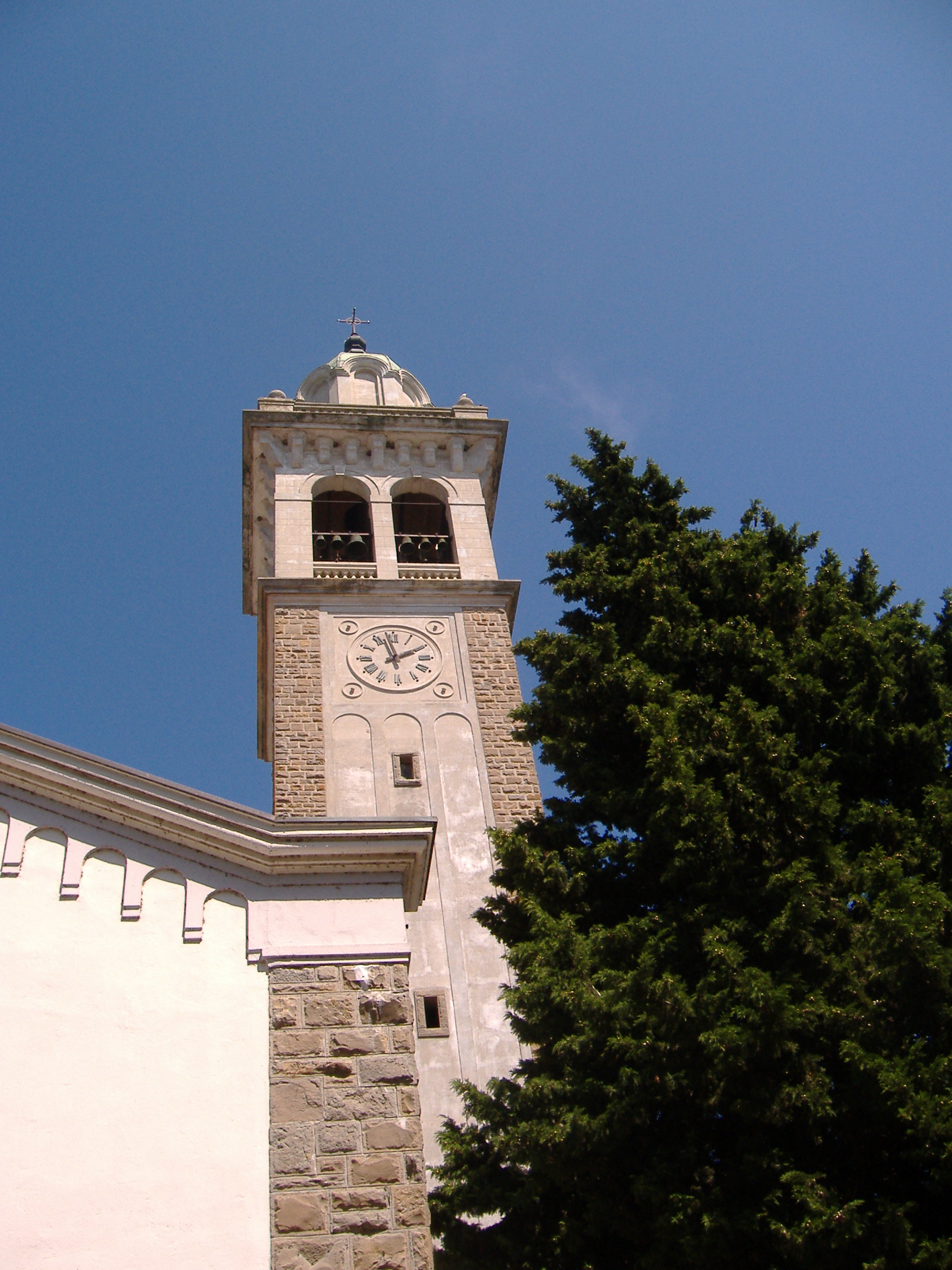
Le campanile.

L'île est dominée par la masse de l'église et du clocher-tour. L'église, qui a quelques références à l'architecture orientale, est de style néo-roman ; elle est relativement récente. Les travaux de construction de l'édifice actuel, qui s'élève à l'emplacement des églises successives des siècles passés, ont en effet débuté en 1911 et se sont achevés, après une pause due à la Première Guerre mondiale, en 1924. Le projet est de l'architecte de Gorizia Silvano Barich qui, dans les années suivantes, dessinera également les plans du sanctuaire de Monte Santo. La façade simple est adoucie par des lésènes en pierre et une rosace. La structure culmine avec un grand dôme.
L'intérieur à trois nefs, avec un plafond en coque de navire, présente des éléments d'intérêt, le maître-autel de 1706 et surtout, la statue en bois de la Vierge, une œuvre de l'école frioulane de la fin du XVe siècle, inspirée par le style de Domenico da Tolmezzo. La statue grandeur nature représente Vierge en majesté avec l'Enfant Jésus dans ses bras : elle tient une rose dans sa main droite, probablement pour symboliser la foi, tandis que l'Enfant tient un livre dans sa main, une référence claire aux Évangiles. Les deux autels latéraux, de style Renaissance-baroque, sont de l'école vénitienne et sont dédiés à saint François d'Assise (à gauche, 1763) et à saint Antoine de Padoue (à droite, 1749). Le tableau des gondoliers en pèlerinage (1771) conservé dans la sacristie, où l'on peut également admirer une Vierge à l'Enfant d'un artiste inconnu (1734), appartient à l'école du Tintoret.
Les fresques de la coupole (plus de 500 mètres carrés) sont une œuvre plus récente de Tiburzio Donadon (1940). L'espace est divisé en quatre grands tableaux représentant le couronnement de Marie, la procession du Perdòn de Barbana, l'apparition de la Vierge sur l'orme et une vision du patriarche Élie. Les peintures sont séparées par des figures blanches qui symbolisent les quatre vertus cardinales (prudence, justice, courage et tempérance).
Les vitraux de l'église représentent quelques mystères du rosaire. Le campanile, haut de 47,8 mètres, a été inauguré en 1929 : les quatre cloches actuelles, comme une invitation à la paix, ont été fabriquées à partir du métal de canons allemands de la Seconde Guerre mondiale. La petite chapelle de la Réconciliation, à droite du maître-autel, conserve une statue de la Vierge de 1700 en pierre d'Aurisina et une pierre de l'époque romaine, représentant un magistrat, peut-être un gouverneur d'Aquilée.
L'action continue de la lagune a empêché la conservation de traces significatives des sanctuaires les plus anciens. Un bas-relief funéraire représentant une apparition du Christ ressuscité (Xe – XIe siècle), un fragment de l'arbre près duquel, selon la tradition, la représentation de la Vierge a été retrouvée, un revêtement d'autel en cuir et or (XVIIe siècle) et deux colonnes à chapiteaux corinthiens, ces dernières placées aujourd'hui devant le campanile, figurent parmi les vestiges qui nous sont parvenus. Dans la chapelle de la Domus Mariae se trouve la statue de la « Vierge noire », vénérée dans le sanctuaire du Xie au XVIe siècle. L'œuvre, en bois peint, a été restaurée récemment ; curieusement, la Vierge tient l'Enfant par les pieds. Enfin, une peinture d'une Madone en prière datant de 1500 peut être admirée dans le réfectoire des frères.
De nombreuses traces de la première église construite par les franciscains (XVIIIe siècle) sont restées, tant dans le mobilier intérieur que dans le matériel iconographique (peintures, photographies, bas-reliefs). L'église, plus petite que l'actuelle, avait une simple façade blanche, affinée par la suite par un portique, et possédait un petit clocher. L'orgue à tuyaux Mascioni opus 652, construit en 1950, est conservé dans l'église. L'instrument à transmission électrique a deux claviers de 58 notes chacun et un pédalier concave-radiale de 32.

#### Chapelle de l'Apparition et statues

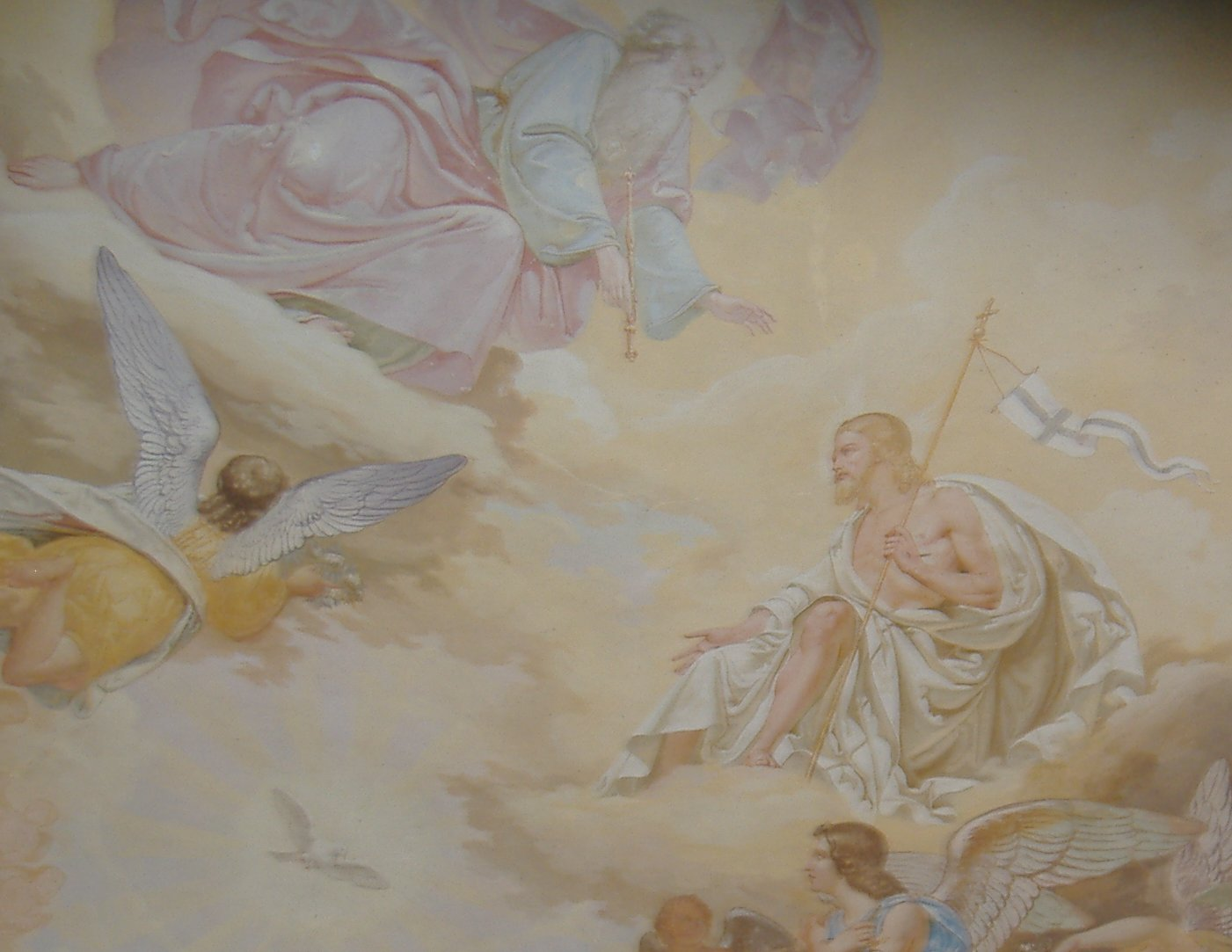
Rocco Pitacco, fresque de la chapelle, 1860.

A proximité de l'église, à l'endroit où selon la tradition s'échoua la représentation de la Vierge, se dresse la chapelle de l'Apparition, construite en 1854 pour célébrer le dogme de l'Immaculée Conception. La chapelle octogonale remplace un ancien bildstock et a été décorée en 1860 par le peintre d'Udine Rocco Pitacco. Les peintures représentent la glorification de Marie entre les anges et les personnages de l'Ancien et du Nouveau Testament. Sur les murs latéraux, des peintures se réfèrent à la proclamation du dogme et à la vie et aux origines du sanctuaire. La chapelle, qui est entourée d'un petit cimetière, abrite la dépouille du vénérable Egidio Bullesi, un jeune istrien qui s'est distingué par son apostolat à Pula et Monfalcone, notamment auprès des jeunes de l'Action catholique italienne et du scoutisme catholique, dont il était parmi les fondateurs à Pula.
A l'entrée du petit port de l'île, une statue de la Vierge a été érigée en 1954 en souvenir de l'année mariale. D'autres statues dédiées à saint François et Egidio Bullesi sont également situées près de l'église et de la Domus Mariae.

## Pèlerinages

### Perdòn de Barbana

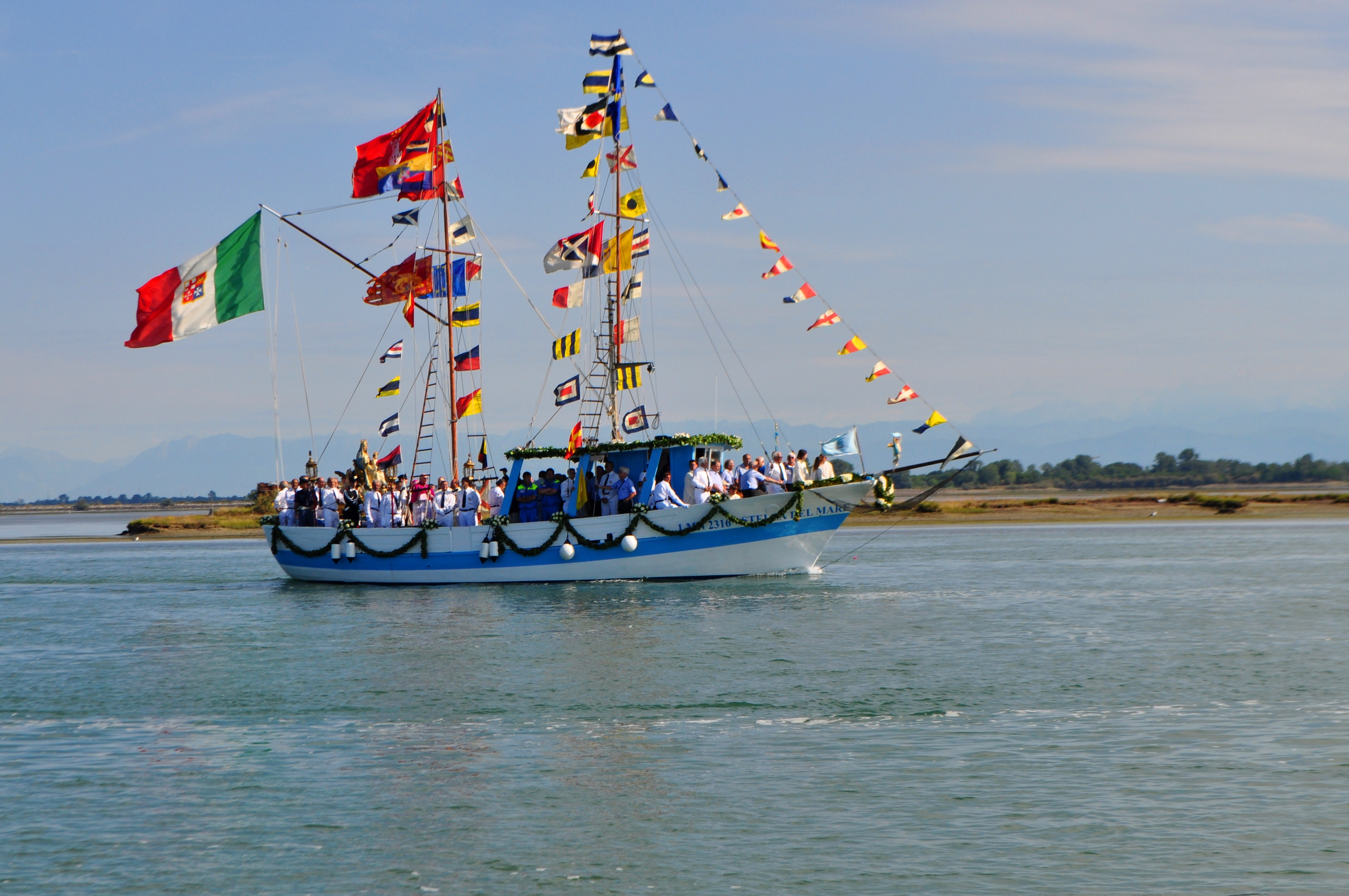
Procession de bateaux à l'occasion du Perdòn de Barbana.

Le pèlerinage le plus connu est le  Perdòn di Barbana qui a lieu chaque année le premier dimanche de juillet et comprend une procession de bateaux dans la lagune de Grado à Barbana. La procession, qui commence tôt le matin, est conduite par la « Battella », la barque transportant la statue de la Madonna degli Angeli conservée dans la basilique Sant'Eufemia de Grado. A cette occasion, le pont tournant reliant Grado au continent est ouvert et l'autorité civile remet un cadeau symbolique à la Vierge. L'origine du pèlerinage remonte à un vœu fait par la communauté de Grado à la suite de la peste de 1237. Le nom « perdòn » dérive plutôt de la coutume de recevoir, à l'occasion, le sacrement de pénitence et de réconciliation.

### Autres pèlerinages

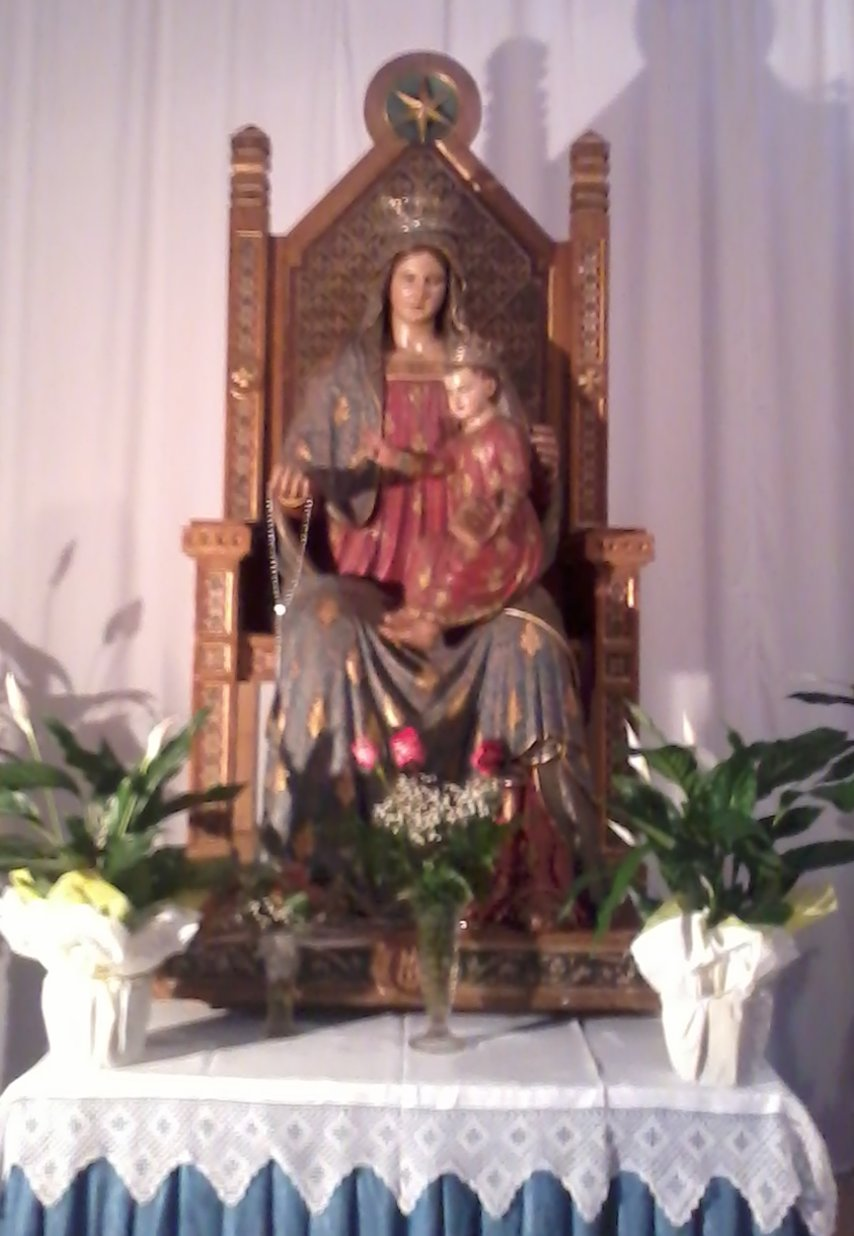
Statue de la Vierge de Barbana.

Le sanctuaire est également la destination de nombreux pèlerinages provenant principalement des villages du Bas Frioul, également attestés par des documents picturaux comme, par exemple, une image votive qui rappelle la procession de la communauté de Ruda. Les pèlerinages votifs des communautés se déroulent principalement d'avril à fin septembre. De nombreux pèlerins participent également les 15 août et 8 septembre de chaque année, à l'occasion des fêtes mariales de l'Assomption et de la Nativité de Marie, aux deux processions au cours desquelles la statue de la Vierge de Barbana est portée sur l'épaule autour de l'île.
Pendant les mois d'été, des pèlerinages nocturnes ont lieu sur l'île, partant au coucher du soleil de Grado. De nombreux pèlerins viennent également à Barbana de l'étranger, tant des pays voisins (Autriche et Slovénie), que d'autres parties du monde et en particulier, en ce qui concerne les enfants d'émigrants frioulans, du Canada et Amérique du Sud. En de rares occasions et pour de courtes périodes, la statue de la Vierge de Barbana a quitté l'île. Sa première visite à Grado remonte à 1863, puis la statue a été amenée à Grado et à d'autres endroits en 1913, 1951, 1954, 1963, 1987, 2000 et 2013.